# 庫班州

庫班州（羅馬化：Kubanskaya oblastʼ，羅馬化：Kubanska oblast）是俄羅斯帝國的一個州，隸屬高加索總督區。其範圍即今克拉斯諾達爾邊疆區和阿迪格共和國。
1860年設立，1896年黑海省自其分出，1918年成立库班人民共和国，然後和黑海蘇維埃共和國合併成庫班-黑海蘇維埃共和國，最終成為北高加索蘇維埃共和國的一部分。
面積94,000平方公里。1897年人口221,208人。首府克拉斯諾達爾。